# 中连乡
中连乡，是中华人民共和国湖南省娄底市冷水江市下辖的一个乡镇级行政单位。

## 行政区划
中连乡下辖以下地区：
杨家社区、中连社区、坝塘村、诚意村、福元村、金瓶村、金湾村、麦元村、民主村、南宫村、青云村、全球村、胜利村、耸山村、杨家村、余元村、远大村和中连村。